# Miguel Bryon
Miguel Bryon, né le 10 janvier 1995 à Miami, est un coureur cycliste américain.

## Palmarès et résultats

### Palmarès par année
- 2010
  -  Champion des États-Unis sur route juniors (15-16 ans)
- 2013
  - 2e du Tour des Flandres juniors
- 2015
  - 3e étape du Johnson City Omnium
- 2017
  - USA Crits Series Speed Week
  - Waterboro Criterium
- 2018
  - Tour of Southern Highlands :
    - Classement général
    - 1re étape

  - 1re étape de l'Oklahoma City Classic
- 2019
  - 3e du championnat des États-Unis du critérium

### Classements mondiaux
| Année            | 2017 | 2018 | 2019 |
| ---------------- | ---- | ---- | ---- |
| UCI America Tour | 337e |      | 368e |